# Студија спавања
Студија спавања је  дијагностички тест који бележи физиолошке податке током спавања да би се идентификовали и дијагностиковали поремећаји спавања,  попут апнеје у сну, несанице, синдрома немирних ногу и нарколепсије могу озбиљно утицати на опште здравље и квалитет живота. Постоји пет главних врста студија спавања које користе различите методе за тестирање различитих карактеристика и поремећаја спавања. То укључује једноставне студије спавања, полисомнографију, вишеструке тестове латенције спавања (MSLT), тестове одржавања будности (MWT) и кућне тестове спавања (HST). 
У медицини, студије спавања су биле корисне у идентификовању и искључивању различитих поремећаја спавања. Студије спавања су такође биле вредне за психологију, где су пружиле увид у мождану активност и друге физиолошке факторе и поремећаја спавања и нормалног сна. Ово је омогућило даља истраживања о вези између сна и бихејвиоралних и психолошких фактора.

## Примена
Студија спавања се користи за:
- дијагностиковање поремећаје спавања као што су опструктивна апнеја за вријеме спавања (ОСА), несаница, нарколепсија или периодични поремећај покрета удова.
- процену ефикасност лечења познатих поремећаја спавања,
- праћење стања која утичу на сан, као што су хроничне болести срца или плућа.
- истраживање необјашњивих симптома као што су прекомерна поспаност током дана или тешкоће са спавањем.

## Индикације
Студија спавања се може применити код оособа које пате од:
- гласног хркања или дахтање током спавања,
- прекомерног дневног умора или поспаности,
- необјашњиво честог буђење ноћу,
- симптома поремећаја сна као што су немирне ноге или нарколепсија.
- проблема у понашању током спавања, као што су ходање у сну или ноћни страхови.